# Жансен, Пьер (композитор)
Пьер Жорж Корни́ль Жансе́н (фр. Pierre Georges Cornil Jansen; 28 февраля 1930, Рубе — 13 августа 2015, Сен-Пьер-де-Дешосела) — французский кинокомпозитор.
Более всего Жансен известен своим сотрудничеством с режиссёром Клодом Шабролем. В общей сложности Жансен написал музыку более чем к 70 художественным и телевизионным фильмам, а также мини-сериалам. Жансен также является автором многочисленных произведений академической музыки.

## Биография
Пьер Жансен родился 28 февраля 1930 года в Рубе, Франция. Жансен получил музыкальное образование в Консерватории Рубе (по классу фортепиано и гармонии), затем окончил аспирантуру Королевской консерватории Брюсселя. С 1953 года занимался под руководством Оливье Мессиана.
В 1958 году оркестр под руководством Бруно Мадерны исполнил первую классическую композицию Жансена — Концерт для фортепиано и 14 инструментов. Жансен был близок созданному Пьером Булезом парижскому обществу авангардных композиторов «Музыкальная зона».
В 1960 году Жансен познакомился с кинорежиссёром Клодом Шабролем, что привело к их плодотворному творческому сотрудничеству на протяжении 20 лет. К числу наиболее памятных работ Жансена в кино относится музыка к фильмам Шаброля «Око лукавого», «Скандал», «Неверная жена», «Мясник», «Разрыв», «Перед тем, как опустится ночь», «Кровавая свадьба», «Невинные с грязными руками», «Кровные узы». Лаконичная и тревожная, атональная музыка Жансена стала существенным элементом, формирующим атмосферу лучших фильмов Шаброля. С 1982 года Шаброль стал заказывать музыку для своих фильмов у своего сына Матьё Шаброля, что привело к завершению его творческого сотрудничества с Жансеном.
В 1985 году Жансен сочинил музыку для знаменитого немого фильма Дэвида Уорка Гриффита «Нетерпимость». Фильм с музыкой Жансена демонстрировался в театре и на Авиньонском фестивале, а в 2007 году была выпущена отреставрированная версия фильма с музыкой Жансена.
В 1980-е годы Жансен постепенно отошёл от работы в кино. Он переключился на сочинения преимущественно академической музыки, а также стал преподавать в Парижской Высшей национальной консерватории музыки и танца.

## Признание
В 1979 году Пьер Жанесен был номинирован на «Сезар» за лучшую музыку к фильму «Виолетта Нозьер».

## Выборочная фильмография

### Фильмы Клода Шаброля
1960 — Милашки / Les Bonnes Femmes
1961 — Ухажёры / Les Godelureaux
1962 — Око лукавого / L'Œil du Malin
1963 — Офелия / Ophelia
1963 — Ландрю / Landru
1964 — Тигр любит свежее мясо / Le Tigre aime la chair fraîche
1965 — Мари Шанталь против доктора Ха / Marie Chantal contre docteur Kha
1966 — Демаркационная линия / La Ligne de démarcation
1967 — Скандал / Le Scandale
1967 — Дорога в Коринф / La Route de Corinthe
1968 — Лани (Мерзавки) / Les Biches
1969 — Неверная жена / La Femme infidèle
1969 — Пусть зверь умрёт / Que la bête meure
1969 — Мясник / Le Boucher
1970 — Разрыв / La Rupture
1971 — Перед тем, как опустится ночь / Juste avant la nuit
1971 — Чудовищная декада / La Décade prodigieuse
1972 — Доктор Пополь / Docteur Popaul
1973 — Кровавая свадьба / Les Noces rouges
1974 — Нада / Nada
1975 — Вечеринка удовольствий / Une partie de plaisir
1975 — Невинные с грязными руками / Les Innocents aux mains sales
1977 — Алиса, или Последний побег / Alice ou la Dernière Fugue
1977 — Кровные узы / Les Liens de sang
1978 — Виолетта Нозьер / Violette Nozière
1979 — Конь гордыни / Le Cheval d’orgueil

### Фильмы других режиссёров
1962 — Семь смертных грехов / Les sept péchés capitaux
1965 — 317-й взвод / La 317ème section
1966 — Цель: 500 миллионов / Objectif: 500 millions
1968 — Пламя над Адриатикой / Flammes sur l’Adriatique
1969 — Рука / La main
1971 — Спаситель / Le sauveur
1974 — Зов сердца / Le cri du coeur
1976 — Золотая ночь / Nuit d’or
1977 — Кружевница / La Dentelliere
1978 — Дикое состояние / L'état sauvage
1982 — Старший брат / Le grand frère
1984 — Строптивец / Rebelote
1985 — Господин де Пурсоньяк / Monsieur de Pourceaugnac
1992 — Бульвар ласточек / Boulevard des hirondelles